# (9777) Enterprise
(9777) Enterprise est un astéroïde de la ceinture principale.

## Description
(9777) Enterprise est un astéroïde de la ceinture principale. Il fut découvert par Yoshisada Shimizu et Takeshi Urata le 31 juillet 1994 à l'observatoire de Nachikatsuura. Il présente une orbite caractérisée par un demi-grand axe de 2,398 UA, une excentricité de 0,232 et une inclinaison de 3,271° par rapport à l'écliptique.
Il fut nommé en référence aux vaisseaux spatiaux fictifs Enterprise, tirés de la série Star Trek.

## Compléments